# Kraftwerk Agios Dimitrios
Das Dampfkraftwerk Agios Dimitrios (griechisch Ατμοηλεκτρικού Σταθμού (ΑΗΣ) Άγιος Δημήτριος) ist ein Braunkohlekraftwerk nahe dem Dorf Agios Dimitrios etwa 15 km nordöstlich der Stadt Kozani in Westmakedonien in Nordgriechenland.
Das Kraftwerk ist das nach installierter Leistung leistungsstärkste in Griechenland. Es besteht aus fünf Blöcken mit einer installierten elektrischen Leistung von je etwa 300 MW, die in den Jahren 1987–1997 in Betrieb genommen wurden:
| Block                | I          | II         | III        | IV         | V      | Gesamt  |
| elektrische Leistung | 2 × 300 MW | 2 × 300 MW | 2 × 310 MW | 2 × 310 MW | 365 MW | 1585 MW |
| Inbetriebnahme       | 1984–86    | 1984–86    | 1984–86    | 1984–86    | 1997   | -       |

Die Blöcke I bis IV sollen im Rahmen des griechischen Kohleausstiegs bis 2022 stillgelegt werden, Block V ein Jahr später. Betreiber ist der große griechische Stromversorger Dimosia Epichirisi Ilektrismou (ΔΕΗ). Die Stilllegung der Blöcke III und IV wurde aufgrund der Energiekrise auf Ende 2025 verschoben.
Die verfeuerte Braunkohle stammt aus dem etwa 10 km nordwestlich gelegenen Tagebau nahe Ptolemaida, von wo der Brennstoff über Förderbandanlagen direkt ins Kraftwerk transportiert wird. Aus demselben Tagebau bzw. aus demselben Revier werden auch die nahe gelegenen Großkraftwerke Kardia (ΑΗΣ Καρδία), Ptolemaida (ΑΗΣ Πτολεμαΐδα), Amyntaio (ΑΗΣ Αμύνταιο) und Florina (ΑΗΣ Φλώρινα) versorgt.
Die drei Kamine der Anlage sind 174 Meter hoch.